# Per Adolfsson
Per Adolfsson, född 1973, är en svensk journalist och chefredaktör för Tidningen Skriva. Mellan 2001 och 2006 var han chefredaktör för Faktum (tidning).